# Drapetodes magnifica
Drapetodes magnifica är en fjärilsart som beskrevs av Swinhoe 1902. Drapetodes magnifica ingår i släktet Drapetodes och familjen sikelvingar. Inga underarter finns listade i Catalogue of Life.